# Kuničky
Kuničky (deutsch Kunitschek, früher Kuniczek) ist eine Gemeinde in Tschechien. Sie liegt sechs Kilometer südlich von Boskovice und gehört zum Okres Blansko.

## Geographie

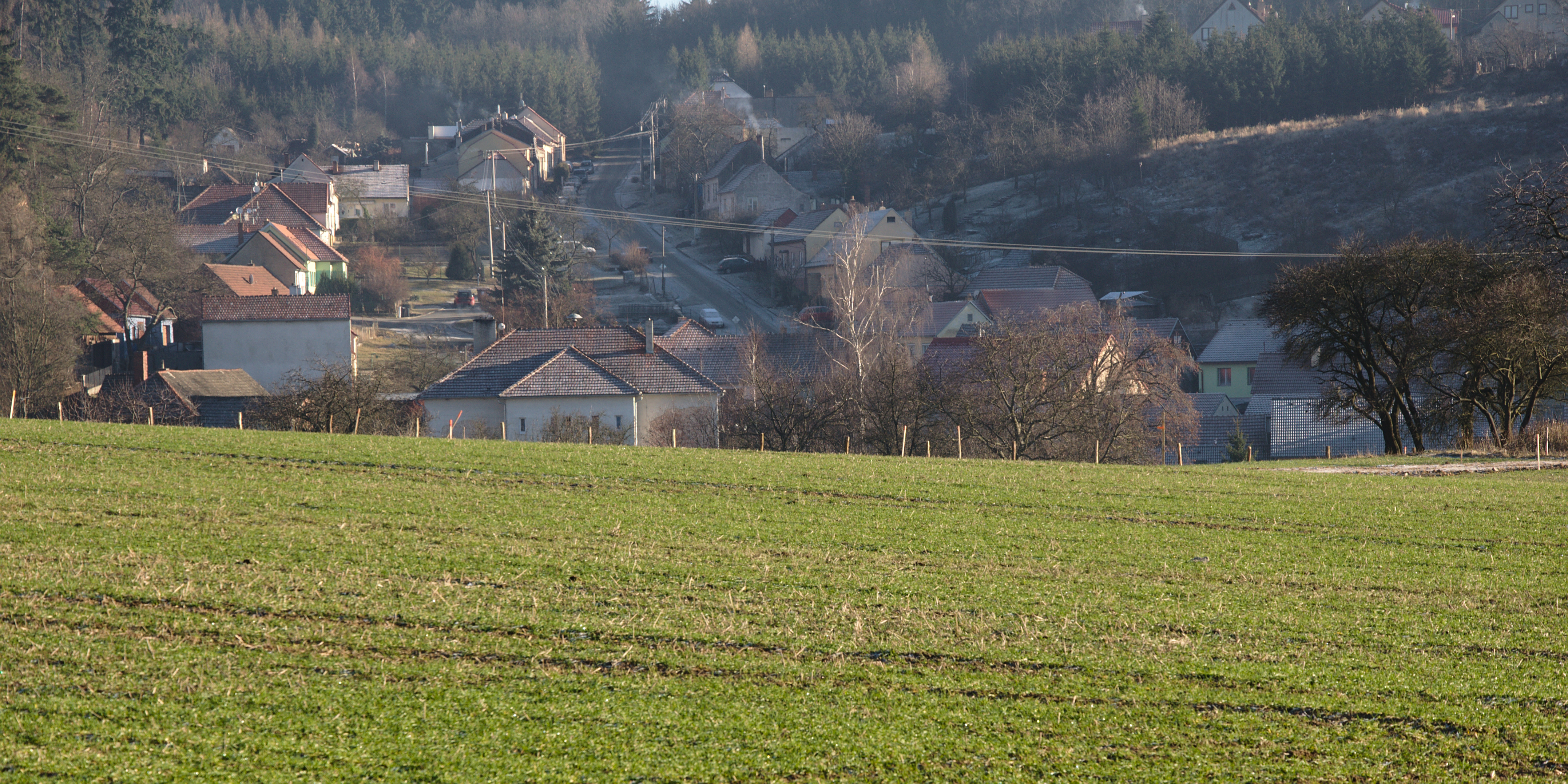
Ortsansicht

Kuničky liegt im Nordwesten des Drahaner Berglandes. Der Ort befindet sich – umgeben von Wäldern – auf einer großen Lichtung an den Hängen beiderseits des Baches Holešínka. Östlich entspringt der Chrabek. Im Nordosten erheben sich der Škatulec (655 m), Holíkov (666 m) und Perný (637 m), südöstlich die Brusná (607 m) und im Süden die Spálená hora (529 m). Gegen Norden liegen in den Wäldern die mittelalterlichen Wüstungen Valkounc, Novošice, Přivyšina und Holíkov.
Nachbarorte sind Boskovice, Pod Bořím und Ledková Huť im Norden, Valchov und Němčice im Nordosten, Žďár und Petrovice im Südosten, Karolín und Obora im Süden, Rájec und Holešín im Südwesten, Doubravice nad Svitavou im Westen sowie Obora, Lhota Rapotina und Újezd u Boskovic im Nordwesten.

## Geschichte
Die erste schriftliche Erwähnung des zur Burg Doubravice gehörigen Ortes erfolgte im Jahre 1378. Besitzer des Dorfes war zu dieser Zeit das Rittergeschlecht Osovský von Doubravice.
1391 kaufte Ježko von Kunstadt die Burg mit allem Zubehör, dabei wurde auch Kuničky genannt. Nachfolgend wechselten die Besitzer der Herrschaft mehrfach. Nachdem die Burg wüst gefallen war, kaufte im Jahre 1528 Jan Lhotský von Ptení die Güter Doubravice, Kuničky und Němčice. Ein Jahr später erwarb Bohuslav von Drnovice auf Raitz die Güter und schlug sie zu Rájec zu. Nach dem Tode von Jan Drnovský fielen die Güter 1667 dem Geschlecht von Rogendorf zu. 1763 erwarb Anton Josef Altgraf von Salm-Reifferscheidt die Herrschaft. Im Jahre 1793 hatte das Dorf 127 Einwohner. Unter den Altgrafen Salm-Reifferscheidt-Raitz erfolgte ein wirtschaftlicher Aufschwung der Herrschaften Raitz und Blansko. In Kuničky erfolgte die Produktion von Holzkohle für den Bedarf der herrschaftlichen Eisenwerke und ein Teil der Bewohner verdiente sich in den Eisenhütten seinen Lebensunterhalt.
Nach der Aufhebung der Patrimonialherrschaften bildete Kůničky bzw. Kouničky ab 1850 eine Gemeinde in der Bezirkshauptmannschaft Boskovice. 1873 setzte ein Niedergang der Eisenindustrie ein. Die Volksschule in Kuničky wurde 1886 eingeweiht. Im Jahre 1900 lebten in den 53 Häusern des Dorfes 344 Menschen. Am 11. Februar 1929 wurden in Kuničky -42 °C gemessen. 1938 bestand das Dorf aus 79 Häusern. Im selben Jahre erfolgte die Erweiterung des Schulhauses um ein zweites Stockwerk. Mit Beginn des Jahres 1961 wurde Kuničky dem Okres Blansko zugeordnet. 1964 hatte Kuničky 358 Einwohner, 1980 waren es 320. Nachdem der Schulunterricht in Kuničky 1979 wegen zu geringer Schülerzahl eingestellt worden war, wurde die Schule nach der politischen Wende im Herbst 1990 auf Initiative von Einwohnern wiedereröffnet. Die mangelnde Ausstattung und Sanierungsbedürftigkeit sowie der 1994/95 erfolgte Rückgang der Schülerzahl auf neun führte zur Schließung der Schule. Am 26. Mai 2003 trat nach einem Starkregen der Bach Holešínka über die Ufer und überflutete 3 Häuser sowie 80 Keller. Gepfarrt ist das Dorf seit eh und jeh nach Doubravice nad Svitavou.

## Gemeindegliederung
Für die Gemeinde Kuničky sind keine Ortsteile ausgewiesen. Zu Kuničky gehört die Ansiedlung Obora (Thiergarten), die auch als Lenčov bezeichnet wird.

## Sehenswürdigkeiten
- Kapelle des hl. Kyrill und Method am Dorfplatz, das 1868 geweihte Bauwerk entstand an der Stelle eines hölzernen Glockenturmes
- mehrere Wegkreuze
- Gedenkstein für die vom Blitz erschlagenen Eheleute Kala, bei Obora
- Reste der Burg Doubravice, nordwestlich des Ortes, die 1255 erstmals erwähnte Burg gilt seit 1527 als wüst
- Landschaftsschutzgebiet Mährischer Karst, südöstlich von Kuničky